# 眞鍋造機
眞鍋造機株式会社（まなべぞうき）は、愛媛県今治市高部に本社を置く船舶用機器メーカー。船舶用のデッキクレーン、甲板機械（ウィンチ）などを手がけている。

## 概要
1955年、船舶用鋳造品のメーカーとして創業以来、独自技術によるディーゼル式・電動式・電動油圧式の各種船舶用揚錨機・係船機・揚貨機などを生産。また、これらの技術・経験を活かし、1982年には電動油圧式デッキクレーン、1987年にはバケットクレーンを開発。2001年には国内初のインバータ制御電動式甲板機械を開発、2019年には500tヘビーリフトクレーンを開発している。

## 事業所
- 本社 - 愛媛県今治市高部甲633-3
- 西条工場 - 愛媛県西条市ひうち字西ひうち3-2
- 大西工場 - 愛媛県今治市大西町脇882-4
- 波止浜工場 - 愛媛県今治市波止浜162-1
- 三豊工場 - 香川県観音寺市大野原町大野原4928-1
- 東京営業所 - 東京都港区芝5丁目13-18　いちご三田ビル2階

## 沿革
- 1955年1月 - 愛媛県今治市波止浜にて「眞鍋鋳造所」創業。
- 1960年
  - 1月 - 愛媛県今治市高部に碁石山工場を建設。
  - 3月 - 「有限会社眞鍋鋳造所」設立。
- 1964年9月 - 愛媛県今治市波止浜に本社工場を建設。
- 1965年5月 - 「眞鍋造機株式会社」に組織変更。
- 1968年11月 - 香川県三豊郡大野原に三豊工場を建設し本社工場より鉄工部門を分離。
- 1970年10月 - 愛媛県越智郡大西町に仕上げ･組立て･試運転工場として大西工場を建設、本社工場より分離。
- 1974年9月 - 鋳造部門を廃止。碁石山工場を機械工場に改造。
- 1980年4月 - 愛媛県今治市高部甲337-8に本社を移転。
- 1982年9月 - 西条工場第1期工事完成。
- 1994年5月 - 西条工場第2期工事完成。
- 2008年8月 - 東京営業所を開設。
- 2009年10月 - 西条工場第3期工事完成。
- 2013年2月 - 愛媛県今治市高部甲633-3に本社を移転。

## その他
- 愛媛県今治市高部にある本社ビルは、第28回（2015年度）日経ニューオフィス賞において「四国ニューオフィス奨励賞」 を受賞している[4]。